# Almendral
Almendral è un comune spagnolo di 1 262 abitanti situato nella comunità autonoma dell'Estremadura.
Il nome vuol dire "mandorleto".